# 藤井博巳
藤井 博巳（ふじい ひろみ、1933年8月23日 - 2023年11月10日）は、日本の建築家。芝浦工業大学名誉教授。

## 経歴
- 1933年 - 東京に生まれる
- 1958年 - 早稲田大学建築学科卒業、早稲田大学建築学科武基雄研究室
- 1964年 - イタリア・イギリス留学
- 1968年 - 藤井博巳研究室開設。芝浦工業大学建築工学科講師
- 1981年 - 同大学教授
- 1987年 - ハーバード大学客員
- 2003年 - モスクワ建築アカデミーより名誉博士号授与
- 2004年 - 芝浦工業大学名誉教授
- 2010年 - ジョルジュ・ポンピドゥー国立芸術文化センター（パリ、フランス）に建築のドローイング、模型、スケッチなど計211点が収蔵。サントル地域圏現代芸術振興基金（オルレアン、フランス）に建築のドローイング、模型、スケッチなど計49点が収蔵。

## 展覧会
- 藤井博巳－ヨーロッパ巡回展（1981年）
- ロンドン・ジャパン・フェスティバル「T-ZONE展」（1991年）
- ベッドフォードスクエアのインスタレーション展（A・Aスクール）（1991年）
- 藤井博巳建築展（2004年）

## 代表的な作品
- 宮島邸（1973年）
- 等々力邸（1975年）
- House MIZOE-1（1988年）
- 牛窓国際芸術祭事務局（1985年）
- 波動する回廊（1996年）

## 著作
- 現代建築の位相（共著、鹿島出版会）
- THE ARCHITECTURE OF HIROMI FUJII (Rizzoli, International Publication Inc.)
- 生命の建築―荒川修作対談集（水声社）
- 藤井博巳にかんするあるいは藤井博巳による七つの建築試論（水声社）